# Liutfi Pașa
Liutfi Pașa (în turcă Lütfi Paşa; 1488, Vlora - 27 martie 1564, Didymoteicho) a fost un om de stat otoman de origine albaneză care a ocupat funcția de Mare Vizir sub conducerea lui Suleiman Magnificul.